# 高畑廉太
高畑 廉太（たかばたけ れんた、1999年7月26日 - ）は、日本の男性声優。岡山県赤磐市出身。81プロデュース所属。

## 略歴
専門学校 東京声優・国際アカデミー出身。
第13回81オーディションで特別賞、文化放送賞、小学館賞受賞。
2022年9月1日から81プロデュースに所属。

## 人物
方言は岡山弁。
趣味・特技は柔道（初段）、料理、特撮鑑賞、ラップ、モノマネ、ボイパ、コスプレ制作。

## 出演

### テレビアニメ
2019年
- 警視庁 特務部 特殊凶悪犯対策室 第七課 -トクナナ-

2023年
- 名探偵コナン（刑事）
- デュエル・マスターズ WIN 決闘学園編（友達）

2024年
- 女神のカフェテラス（演出家）
- この世界は不完全すぎる（戦士）
- 【推しの子】（ナレーション）
- 百姓貴族（クマ撃ちの猟師、Nさん、工事現場のおっちゃんA）

2025年
- ギルドの受付嬢ですが、残業は嫌なのでボスをソロ討伐しようと思います（警備兵、冒険者）
- LAZARUS ラザロ（信者）

### Webアニメ
- 嘉納治五郎伝 柔の道（2024年、IOC委員B 他）
- Duel Masters LOST 〜追憶の水晶〜（2024年、キャンプ客E）

### ゲーム
- 原神（2023年、バヴィリエ、ロソリーノ、ジャラーカン）
- 機動戦士ガンダム U.C. ENGAGE（2023年、ティターンズ兵、オペレーター、ランバン・スクワーム）
- メイプルストーリー（2023年、カタリオン）

### ドラマCD
- THE IDOLM@STER MILLION C@STING 01 解夏傀儡（2023年、村の人々）
- THINK OF ME:ROOM（2024年、研究員）

### 吹き替え

#### 映画
- ホーリー・トイレット（フーバー）

#### ドラマ
- 9-1-1: LA救命最前線 シーズン7（ケネス 他）

#### アニメ
- アイドルプリンセス★ロリロック（合唱団男）
- モンスターズ・ワーク シーズン2（マクリーン 他）

### ボイスオーバー
- 先人たちの底力 知恵泉
  - 渡辺崋山 〜人を愛するまなざし〜（2023年）
  - 高野長英 〜自分の殻を壊すには?〜（2023年）
  - 古いものを大ヒットさせるには? 嘉納治五郎（2023年）

### テレビ番組
- 水曜日のダウンタウン「プロポーズした彼女の実家がどんなにヤバくてももう引き返せない説」（声の出演）

### オーディオブック
- 黒川さんに悪役は似合わない（2023年、藤波会長、真壁先生）
- 塩対応の佐藤さんが俺にだけ甘い（2024年、潮源ほか[16]）

### Web
- 原神 キャラクター実戦紹介 ヌヴィレット「万水は一に帰す」（被告人）

### CM
- オフィス・コーポレーション×男子校の生態（加地くん）
- FELIWAY 猫用フェロモン製品専用拡散器＋フェリウェイリキッド（レオ）